# Lutra licenti
Lutra licenti — вимерлий вид видр (Lutra). Скам'янілості виду походять з плейстоцену Китаю й цей вид розглядається предком роду лонтра, мігрувавши до Північної Америки впродовж плейстоцену.